# Квинтен Масейс
Квинтен Масейс (на нидерландски: Quinten Matsijs) е фламандски художник в ранната нидерландска традиция.

## Биография
Роден е в Льовен през 1466. Смята се, че е бил обучен като железар, преди да стане художник. Масейс работи в Антверпен повече от 20 години, създавайки множество произведения с религиозни корени и сатирични тенденции. Той се смята за основател на Антверпската живописна школа, която се превръща във водеща школа по живопис във Фландрия през XVI век. Той въвежда нови техники и мотиви, както и нравоучителни теми, без да нарушава напълно традицията.